# Volley Club Menen 2021-2022
Questa voce raccoglie le informazioni riguardanti il Volley Club Menen nelle competizioni ufficiali della stagione 2021-2022.

## Organigramma societario
Area direttiva
- Presidente: Pierre Vandeputte

Area tecnica
- Allenatore: Frank Depestele
- Allenatore in seconda: Wim Vanlaethem
- Assistente allenatore: Basile Andriessen

## Rosa
| N° | Nome             | Ruolo | Data di nascita  | Nazionalità sportiva |
| -- | ---------------- | ----- | ---------------- | -------------------- |
| 1  | Simon Plaskie    | S     | 10 aprile 2001   | Belgio               |
| 2  | Maxim Libert     | O     | 14 gennaio 2000  | Belgio               |
| 3  | Jelle Sinnesael  | C     | 14 luglio 1985   | Belgio               |
| 4  | Leonis Dedeyne   | C     | 25 giugno 1994   | Belgio               |
| 5  | Kobe Brems       | P     | 8 maggio 2000    | Belgio               |
| 6  | Yentl Bille      | L     | 17 giugno 1999   | Belgio               |
| 7  | Mathieu Vanneste | S     | 10 febbraio 1999 | Belgio               |
| 9  | Lowie Stuer      | L     | 24 novembre 1995 | Belgio               |
| 11 | Akseli Lankinen  | P     | 31 agosto 1997   | Finlandia            |
| 12 | Seppe Rotty      | S     | 12 marzo 2001    | Belgio               |
| 13 | Simon Andersen   | C     | 20 aprile 1997   | Danimarca            |
| 15 | Lou Kindt        | O     | 25 maggio 1997   | Belgio               |